# Chopstix
Chopstix è un singolo dei rapper statunitensi Schoolboy Q e Travis Scott, pubblicato l'11 aprile 2019 come secondo estratto dal quinto album in studio di Schoolboy Q Crash Talk.

## Tracce
1. Chopstix – 4:27